# Carl-Wilhelm Edding
Carl-Wilhelm „Kuli“ Edding (geboren am 20. Juli 1930 in Hamburg; gestorben am 27. April 2021 ebenda) war ein deutscher Unternehmer. Nach ihm sind die Edding-Filzstifte benannt. Sein Familienname wurde somit zum Gattungsnamen.

## Leben
Edding arbeitete zu Beginn seiner Karriere bei einem japanischen Konzern, der Produkte aus Asien in Deutschland vertrieb. Dabei wurde er auf den Filzschreiber eines japanischen Geschäftspartners aufmerksam. Da sein Arbeitgeber daran nicht interessiert war, gründete er 1960 zusammen mit seinem Schulfreund Volker Detlef Ledermann in Hamburg-Barmbek die Firma Edding, die diese Stifte aus Japan nach Deutschland importierte und verkaufte. Edding war für die Weiterentwicklung der Produkte zuständig, sein Kompagnon Ledermann kümmerte sich um den Vertrieb.
1986 zog sich Edding nach einem Burnout aus dem Geschäft zurück. 2005 hat er den Großteil seines Vermögens in die Stiftung :do eingebracht. Sie fördert unter der Leitung seiner beiden Töchter Projekte und Initiativen mit dem Ziel, die Situation von Flüchtlingen und Migranten in Deutschland, Europa und entlang der europäischen Grenzen zu verbessern. Er lebte in Hamburg-Volksdorf.